# زاك ستيوارت
زاك ستيوارت (بالإنجليزية: Zach Stewart) هو لاعب كرة قاعدة أمريكي، ولد في 28 سبتمبر 1986 في ويتشيتا فولز في الولايات المتحدة.

## وصلات خارجية
- زاك ستيوارت على موقع دوري كرة القاعدة الرئيسي (الإنجليزية)
- زاك ستيوارت على موقع دوري كوريا الجنوبية لكرة القاعدة (الإنجليزية)
- زاك ستيوارت على موقعبيزبول رفرنس.كوم (الدوري الرئيسي) (الإنجليزية)
- زاك ستيوارت على موقعبيزبول رفرنس.كوم (الدوري الثانوي) (الإنجليزية)
- زاك ستيوارت على موقع إي إس بي إن.كوم (أم.أل.بي) (الإنجليزية)
- زاك ستيوارت على موقع مشجعي الرسوم البيانية (الإنجليزية)